# Albin Berisha
Albin Berisha (* 14. Januar 2001 in Gjinoc bei Suhareka, Bundesrepublik Jugoslawien, heute Kosovo) ist ein kosovarischer Fußballspieler.

## Sportliche Laufbahn
Berisha begann das Fußballspielen in der Jugend des KF Ballkani und wechselte von dort 2017 nach Albanien zum FK Kukësi und 2018 zum KF Laçi. 2019 kehrte er in den Kosovo zurück und schloss sich dem KF Besa an, ehe er noch im gleichen Jahr zu seinen Jugendverein Ballkani wechselte.
Mit Ballkani debütierte Berisha in der kosovarischen Superliga am 29. Juni 2020 im Heimspiel gegen KF Vushtrria (3:1), als er in der 56. Minute eingewechselt wurde. Von Ballkani wurde er in der Saison 2020/21 an den zweitklassig spielenden KF Liria und in der Saison 2021/22 an den Erstligisten KF Malisheva verliehen. Mit dem KF Ballkani bestritt Berisha 2022 und 2023 außerdem 28 Spiele in Europapokal-Wettbewerben und wurde dreimal kosovarischer Meister.
Im Frühjahr 2024 schloss sich Berisha dem rumänischen Erstligisten Petrolul Ploiești an. Für den finanziell angeschlagenen Klub aus der Walachei bestritt er 17 Ligaspiele.
Im August 2024 wechselte er nach Deutschland zum Drittligisten Hansa Rostock. Bereits in seinem ersten Spiel für die Norddeutschen, im DFB-Pokal gegen Hertha BSC (1:5), kam er unter Hansa-Trainer Bernd Hollerbach zu seinem ersten Torerfolg. Eine Woche später, am 24. August 2024, folgte sein erster Drittliga-Einsatz gegen Borussia Dortmund II (1:1). Bis zum Ende der Saison 2024/25 konnte er sich gegen die Stürmerkonkurrenz in der Hansa-Mannschaft nicht durchsetzen und absolvierte lediglich vier Ligaspiele. Zur Saison 2025/26 wurde er in die zweite Mannschaft des FCH versetzt, die in der fünftklassigen Oberliga spielt.

## Erfolge
- Kosovarischer Meister: 2022, 2023, 2024 mit KF Ballkani
- Kosovarischer Superpokal-Sieger: 2023 mit KF Ballkani